# Bunias
- Commons
- Wikispecies

Bunias L. é um género botânico pertencente à família Brassicaceae.

## Sinonímia
- Erucago Mill.

## Espécies
- Bunias erucago
- Bunias orientalis
- Lista completa

## Classificação do gênero
| Sistema | Classificação                        | Referência               |
| ------- | ------------------------------------ | ------------------------ |
| Linné   | Classe Tetradynamia, ordem Siliquosa | Species plantarum (1753) |